# 灰头银嘴文鸟
灰头银嘴文鸟（学名：Spermestes griseicapilla），是梅花雀科文鸟属的一种，分布于索马里、苏丹、埃塞俄比亚、肯尼亚、坦桑尼亚和乌干达。全球活动范围约为404,000平方千米。该物种的保护状况被评为无危。
灰头银嘴文鸟的平均体重约为12.5克。栖息地包括干燥的稀树草原、耕地、亚热带或热带的（低地）干燥疏灌丛和牧草地。